# Messignadi
Messignadi is een plaats (frazione) in de Italiaanse gemeente Oppido Mamertina.

## Geboren in Messignadi
- Antonio Nibali (1992), wielrenner